# Lizzie
Lizzie é um filme estadunidense de 2018, dos gêneros drama biográfico e suspense (gênero), dirigido por Craig William Macneill, com roteiro de Bryce Kass.
Estrelado por Chloë Sevigny e Kristen Stewart, estreou no Festival Sundance de Cinema em 22 de janeiro de 2018.

## Elenco
- Chloë Sevigny - Lizzie Borden
- Kristen Stewart - Bridget Sullivan
- Jay Huguley - William Henry Moody
- Fiona Shaw - Abby Borden
- Jamey Sheridan - Andrew Borden
- Kim Dickens - Emma Borden
- Denis O'Hare - John Morse
- Jeff Perry - Andrew Jennings